# Internazionali di Tennis di Baviera 1980
Gli Internazionali di Tennis di Baviera 1980 sono stati un torneo di tennis giocato sulla terra rossa. È stata la 65ª edizione del torneo, che faceva parte del Volvo Grand Prix 1980. Si è giocato a Monaco di Baviera in Germania, dal 20 al 25 maggio 1980.

## Campioni

### Singolare
Rolf Gehring ha battuto in finale  Christophe Freyss con il punteggio di 6–2, 0–6, 6–2, 6–2

### Doppio
Heinz Günthardt /  Bob Hewitt hanno battuto in finale  David Carter /  Chris Lewis con il punteggio di 7–6, 6–1